# Johann Heinrich Schlegel
Johann Heinrich Schlegel, född den 24 november 1726 i Meissen, död den 18 oktober 1780 i Köpenhamn, var en tyskfödd dansk historiker och översättare, far till Johan Frederik Vilhelm Schlegel, farbror till August Wilhelm och Friedrich Schlegel. 
Schlegel, som var bibliotekarie vid kungliga biblioteket, utgav sin brors, Johann Elias Schlegels arbeten (i 5 band, 1761-70). Han översatte Niels Pedersen Slanges historieverk om Kristian IV:s tid från danska till tyska, men hann aldrig längre än till 1629.